# 三國ケネディエブス
三國 ケネディエブス（みくに ケネディエブス、2000年6月23日 - ）は、東京都東村山市出身のプロサッカー選手。Jリーグ・名古屋グランパス所属。ポジションはディフェンダー（DF）。
同じくプロサッカー選手の三國スティビアエブスは実兄。

## プロ入り前
ナイジェリア人の父と日本人の母の間に6人兄弟の2番目（次男）として生まれた。野火止小学校に入学すると、2つ上の兄・スティビアエブスの背中を追うように野火止FCでサッカーを始める。
中学校は地元の中学に通いながらFC東京U-15むさしに入ることを考えた時期もあったが、最終的には兄と同じ青森山田中学校へと進学。入学時点で179cmの長身を生かした超大型ストライカーとして活躍し、190cmまで伸びた3年生時の第46回全国中学校サッカー大会で優勝し、自身は8得点で得点王を獲得した（同僚の檀崎竜孔と同点）。
高校は青森山田高等学校に進学し、当時監督だった黒田剛の指導を受ける。三國は「高校2年でスタメンでなければプロにはなれない」と考えていたが、ちょうど2年生に進級する頃からフォワードとしての成績に陰りが生じ、1年後輩に中村駿太が入学してきたこともあり、黒田にセンターバックへのコンバートを直訴する。土曜日にプリンスリーグ（U-18リーグ2部）にディフェンダーでスタメン出場しつつ、日曜日にプレミアリーグ（U-18リーグ1部）にフォワードでベンチ入りする生活を続けて実戦経験を積み、3年生時にはセンターバックとしてスタメンに定着した。本格的にコンバートされプレミアリーグで結果を残すようになると、Jリーグのスカウトから評価も急激に高まっていった。第97回全国高等学校サッカー選手権大会の優勝に貢献し、自身も優秀選手に選出された。

## 来歴

### アビスパ福岡
高校在学中の2018年7月18日、アビスパ福岡の加入内定が発表された。
期待のルーキーとして期待され、2019年2月24日の開幕戦にスタメン出場を果たすが、対応の甘さからJ3から初昇格したFC琉球のJ2初ゴールに絡む格好となってしまう。2020年には7月29日の第8節・愛媛FC戦で途中出場からフォワードとして起用され、プロ初ゴールを記録した。
2021年にアビスパ福岡がJ1に昇格すると出場機会が激減し、実戦経験を積むために5月21日に栃木SCに期限付き移籍で加入。
2022年8月、アビスパ福岡へ復帰。

### 名古屋グランパス
2023年12月、名古屋グランパスに完全移籍した。
加入初年の2024年のグランパスはシーズン開始前にDFの主力が多く移籍しており、守備陣では三國のほかにハ・チャンレや井上詩音が加入し、再編する守備の軸としてはハ・チャンレや河面旺成が期待されていた。しかしシーズン開始直前にハ・チャンレと河面が揃って負傷したため、開幕戦には野上結貴・三國・井上の若い布陣を余儀なくされ、三國自身の経験不足も露呈して0-3の完敗を喫する要因となってしまう。その後は試合で浮かび上がった課題を一つずつ潰すことでプレーの質の向上に務め、試合に出続けるとともに守備陣に欠かせない存在として頭角をあらわしていった。

## 日本代表
2018年10月、AFC U-19選手権のメンバーに選出され、高体連からは唯一のメンバーになった。

## 所属クラブ
- 野火止サッカー同好会
- 東京NOBIDOME FC
- 青森山田中学校
- 青森山田高等学校
- 2019年 - 2023年  アビスパ福岡
  - 2021年5月 - 2022年8月  栃木SC（期限付き移籍）
- 2024年 -  名古屋グランパス

## 個人成績
| 国内大会個人成績 | 国内大会個人成績 | 国内大会個人成績 | 国内大会個人成績 | 国内大会個人成績 | 国内大会個人成績 | 国内大会個人成績 | 国内大会個人成績 | 国内大会個人成績 | 国内大会個人成績 | 国内大会個人成績 | 国内大会個人成績 |
| 年度             | クラブ           | 背番号           | リーグ           | リーグ戦         | リーグ戦         | リーグ杯         | リーグ杯         | オープン杯       | オープン杯       | 期間通算         | 期間通算         |
| 年度             | クラブ           | 背番号           | リーグ           | 出場             | 得点             | 出場             | 得点             | 出場             | 得点             | 出場             | 得点             |
| 日本             | 日本             | 日本             | 日本             | リーグ戦         | リーグ戦         | リーグ杯         | リーグ杯         | 天皇杯           | 天皇杯           | 期間通算         | 期間通算         |
| ---------------- | ---------------- | ---------------- | ---------------- | ---------------- | ---------------- | ---------------- | ---------------- | ---------------- | ---------------- | ---------------- | ---------------- |
| 2019             | 福岡             | 20               | J2               | 11               | 0                | -                | -                | 2                | 0                | 13               | 0                |
| 2020             | 福岡             | 20               | J2               | 19               | 1                | -                | -                | -                | -                | 19               | 1                |
| 2021             | 福岡             | 20               | J1               | 2                | 0                | 2                | 1                | -                | -                | 4                | 1                |
| 2021             | 栃木             | 20               | J2               | 24               | 0                | -                | -                | -                | -                | 24               | 0                |
| 2022             | 栃木             | 20               | J2               | 3                | 0                | -                | -                | 2                | 0                | 5                | 0                |
| 2022             | 福岡             | 20               | J1               | 5                | 0                | 2                | 0                | -                | -                | 7                | 0                |
| 2023             | 福岡             | 20               | J1               | 18               | 0                | 8                | 0                | 2                | 0                | 28               | 0                |
| 2024             | 名古屋           | 20               | J1               | 35               | 2                | 8                | 1                | 1                | 0                | 44               | 3                |
| 2025             | 名古屋           | 20               | J1               |                  |                  |                  |                  |                  |                  |                  |                  |
| 通算             | 日本             | 日本             | J1               | 60               | 2                | 20               | 2                | 3                | 0                | 83               | 4                |
| 通算             | 日本             | 日本             | J2               | 57               | 1                | -                | -                | 4                | 0                | 61               | 1                |
| 総通算           | 総通算           | 総通算           | 総通算           | 117              | 3                | 20               | 2                | 7                | 0                | 144              | 5                |

出場歴
- Jリーグ初出場 - 2019年2月24日 J2第1節 FC琉球戦 (タピック県総ひやごんスタジアム)
- Jリーグ初得点 - 2020年7月29日 J2第8節 愛媛FC戦 (ベスト電器スタジアム)

## タイトル

### クラブ
青森山田中学校
- 全国中学校サッカー大会（2015年）

青森山田高等学校
- 全国高等学校サッカー選手権大会（2018年）

アビスパ福岡
- Jリーグカップ（2023年）

名古屋グランパス
- Jリーグカップ（2024年）

### 個人
- 全国中学校サッカー大会・得点王（2015年）
- 全国高等学校サッカー選手権大会・優秀選手（2018年）

## 代表歴
- U-15日本代表
  - 日本・中央アジアU-15交流大会（2015年）
  - AFC U-16選手権予選（2015年）
- U-18日本代表
  - 第24回リスボン国際トーナメントU-18（2018年）
  - SBSカップ 国際ユースサッカー（2018年）
- U-19日本代表
  - AFC U-19選手権2018（2018年）
- U-20日本代表
  - FIFA U-20ワールドカップ（2019年）